# Nebula (groupe)
Pour les articles homonymes, voir Nebula.
Nebula est un groupe de stoner rock américain originaire de Californie. Il est formé par deux anciens membres de Fu Manchu après leur départ du groupe en 1997.

## Biographie
En 1997, le guitariste et vocaliste Eddie Glass et le batteur Ruben Romano quittent Fu Manchu, et s'adjoignent les services du bassiste Mark Abshire pour former le nouveau groupe Nebula.
Nebula a fait paraître quatre albums, et a connu plusieurs changements de personnel au cours des années, seul Glass demeurant en poste. Parmi les musiciens ayant fait partie du groupe, il y eut l'ex-Kyuss Scott Reeder. En 2007, Eddie Glass recrute Tom Davies à la basse et Rob Oswald à la batterie.
En août 2009, Adam Kriney, ancien membre de La Otracina, est recruté pour remplacer Oswald à la batterie ; ce dernier annonce son départ en janvier 2010 et est remplacé par Jimmy Sweet. Au début de 2010, Nebula annonce une pause indéfinie.

## Membres

### Membres actuels
- Eddie Glass - guitare, voix
- Tom Davies - basse (†)
- Rob Oswald - batterie

### Anciens membres
- Ruben Rumano - batterie
- Mark Abshire - basse
- Simon Moon - basse
- Scott Reeder - basse

## Discographie

### Albums studio
- To the Center – 1999 – Sub Pop
- Charged – 2001 – Sub Pop
- Atomic Ritual – 2003 – Liquor & Poker
- Apollo – 2006 – Liquor & Poker
- Heavy Psych – 2009 – Tee Pee
- Holy Shit – 2019 – Heavy Psych Sounds Records

### Simples et EPs
- Nebula / That's All Folks! - Vulcan Bomber / Aquasphere – 1997 – Last Scream Records (Split 7")
- Nebula/Lowrider – 1998 – Meteor City (Split EP)
- Let It Burn – 1998 – Tee Pee Records
- Sun Creature – 1999 – Man's Ruin (EP)
- Clear Light – 2000 – Sweet Nothing Records
- Do It Now – 2000 – Sweet Nothing Records
- Peel Session – 2001 – Self released
- Nebula – 2003 – Liquor and Poker Music
- Nebula / Winnebago Deal - Strange Human / Taking Care Of Business - 2003 – Sweet Nothing Records (Split 7")
- Atomic Ritual – 2003 – Sweet Nothing Records
- Heavy Psych – 2008 – Salt Of The Earth Music
- Nebula / Quest For Fire - The Perfect Rapture / In The Place Of A Storm - 2010 - TeePee Records (Split 7")

### Albums live
- BBC Peel Sessions – 2008 – Sweet Nothing
- Live in the Mojave Desert: Volume 2 – 2021 – Giant Rock

### Compilations
- Dos EPs – 2002 – Meteor City
- Demos & Outtakes - 2019 Heavy Psych sounds Records